# Giurcuța de Sus, Cluj
Giurcuța de Sus este un sat în comuna Beliș din județul Cluj, Transilvania, România.

## Vezi și
- Biserica de lemn din Giurcuța de Sus

## Galerie de imagini

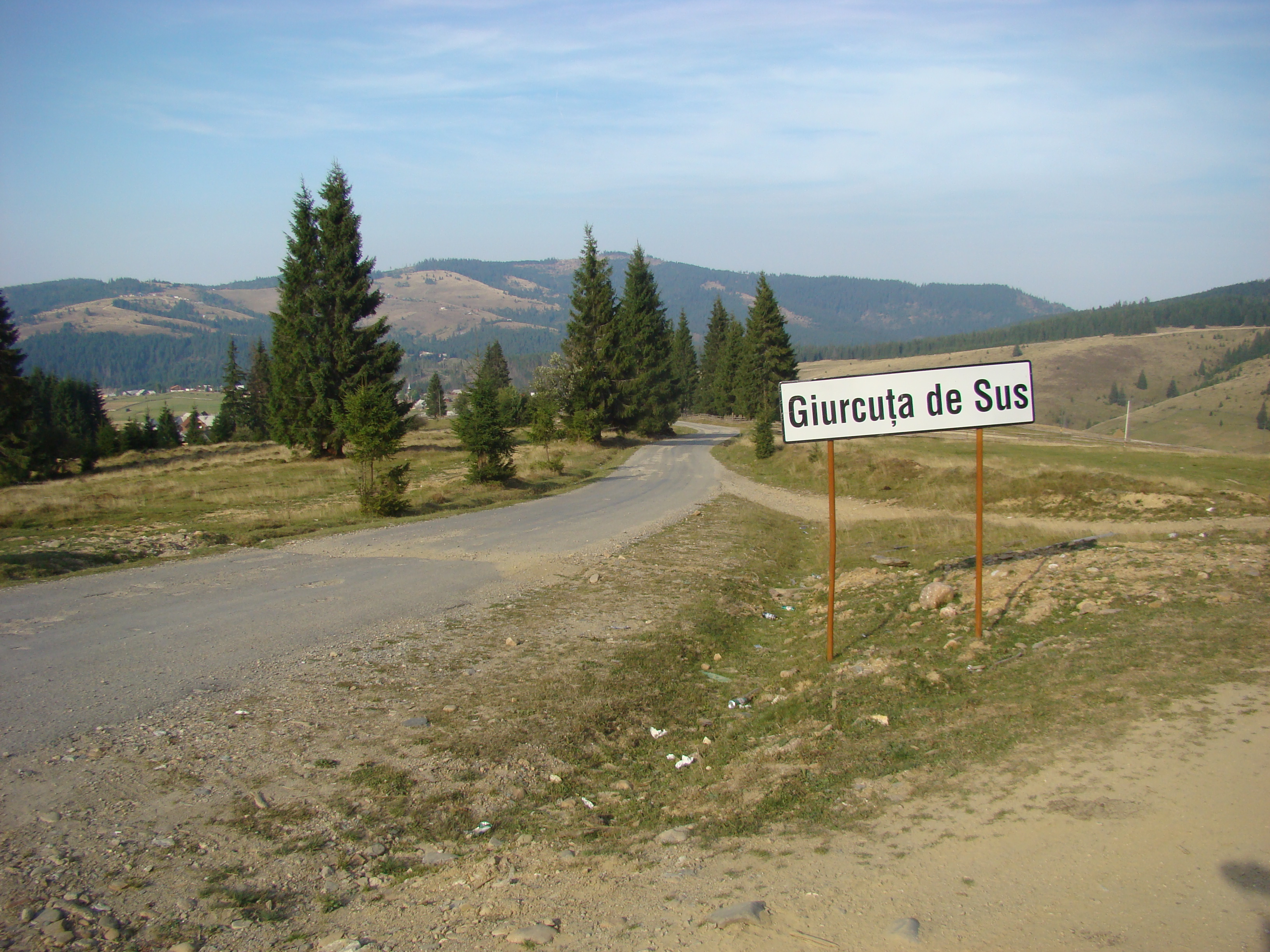
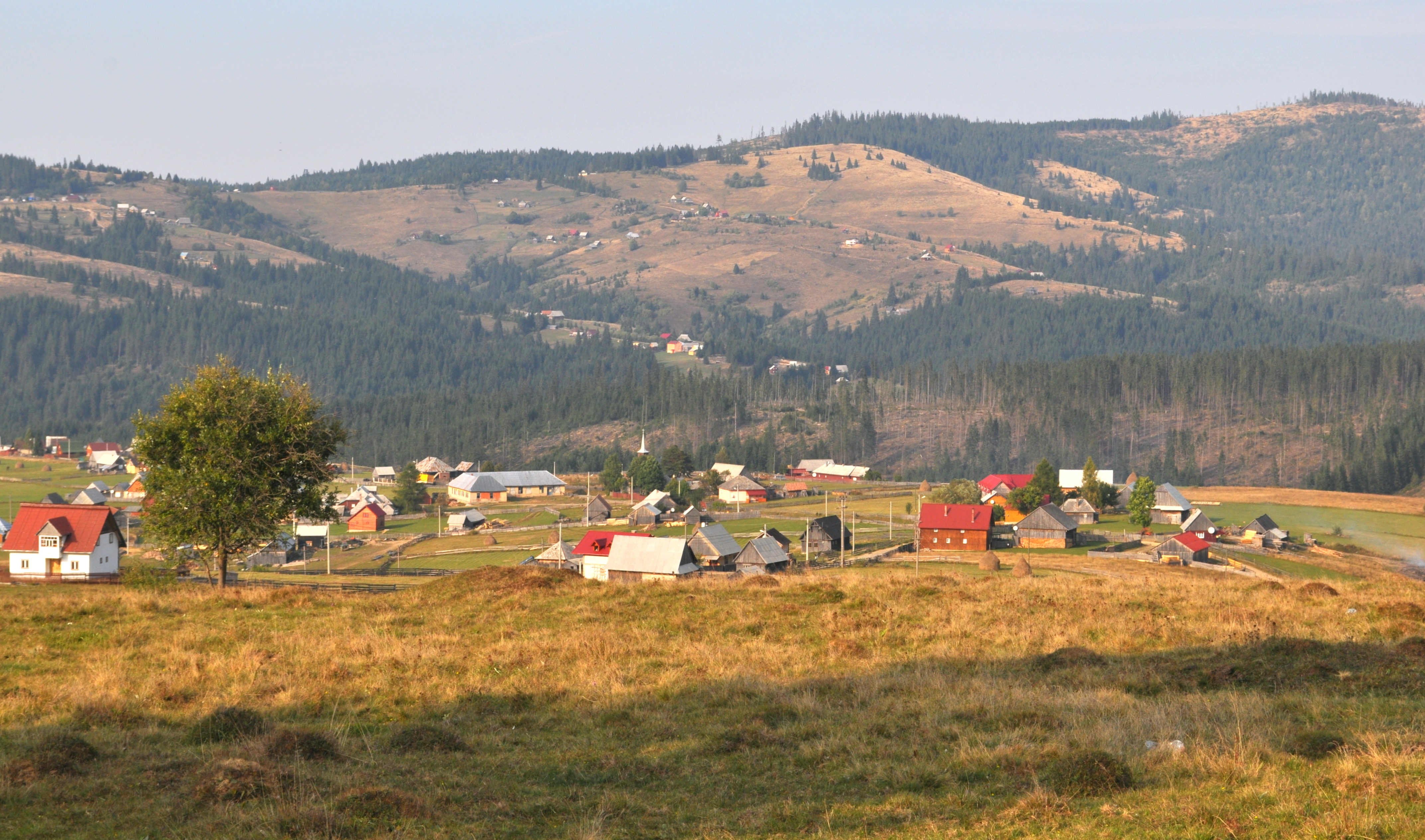